# Daler
Ordet daler kommer af Joachimstaler, som var navnet på en sølvmønt, der blev slået fra 1518 i Joachimstal eller Jáchymov i Böhmen (Čechy). Senere er navnet daler brugt til alle mulige større sølvmønter, gerne under fantasifulde navne som "kronedaler", "speciedaler" eller "rigsdaler" og med en vægt på ca. 29 g (heraf 25-26 g rent sølv). Betegnelsen "dollar" afledes ligeledes af den middelalderlige daler. 

## Ældste tysk-østrigske dalere
Forløberen for daleren var en tyrolsk mønt, som blev kaldt "Guldengroschen" efter 1484. Joachimsdaleren blev ophøjet til gældende mønt for hele det tysk-romerske rige i 1566, og den blev derfor også kaldt for "rigsdaler" helt frem til 1909, da østrigerne opgav at bruge den.
I Østrig lod kejserinde Maria Theresia præge en mønt med sit eget billede. Den var gyldig mellem 1740 og 1780, men selv efter at den var gået af brug i Østrig, blev den fortsat præget med samme årstal (1780). Denne "Maria-Theresia-daleren" er den sølvmønt, der er lavet flest af i hele verden, og den var betalingsmiddel på den arabiske halvø og i Etiopien frem til ca. 1950, deraf tilnavnet "Levantdaler".

## Dansk daler

### Ældste danske daler
Den ældste danske daler er præget i 1537, men der var flere udenlandske mønter i omløb, og hollandske dalere udgør fx mere end 40% af de skatte, som blev nedgravet i 1600-tallet. Dette siger noget om devalueringen af de danske dalere, for man gemmer altid de mest lødige mønter væk.
Efter 1625 inddeltes den danske daler i 6 mark à 16 ß (skilling). Ved speciedaler eller daler in specie forstås hele dalere i modsætning til daler kurant, dvs. i småmønt. Medens speciedaleren siden 1671 udmøntedes med 9 1/4 stk. af 1 kølnsk mark fint sølv, blev småmønten slået efter ringere møntfod. I slutningen af 1600-tallet udmøntedes store beløb efter møntfoden 1 kølnsk mark fint sølv = 10 rd. 2½ mk. i form af bl.a. Kroner (à 64 ß). I 1700-tallet blev møntfoden 1 kølnsk mark fint sølv = 11 1/3 rd. kurant den fremherskende. Medens dagliglivets små betalinger skete med den kurante mønt, kunne kontrakter indeholde bestemmelser om, at betaling skulle ske i speciedalere. Hvis debitor kun havde de kurante mønter, måtte han betale opgæld.
I 1600-tallet benyttedes også slettedaler (ental: slet daler), som var mindre værd end rigsdaleren, nemlig 4 mark.
De danske kurante mønter anvendtes også som betalingsmiddel i Hamborg, hvor der siden 1619 eksisterede en veksel- og girobank, der noterede kurser på dansk kurant i forhold til mark banco. En kurs på 122½ rigsdaler kurant pr. 300 mark banco svarede til den gode kurantmønts indhold af fint sølv.

### Efter statsbankerotten i 1813
Ved reformen efter statsbankerotten i 1813 blev pengesedler lydende på rigsdaler kurant ombyttet til rigsbankdaler i forholdet 6:1. Rigsbankdaleren blev som sølvmønt defineret efter møntfoden 1 kølnsk mark fint sølv = 18½ rbd. I de første år efter statsbankerotten kunne sedlerne ikke indløses til pari, dvs. dens pålydende værdi. Rigsbanksedlerne var i kongeriget Danmark tvungent betalingsmiddel som rigsbankpenge navneværdi og som rigsbankpenge sølvværdi efter den af rigsbanken (fra 1818 Nationalbanken) noterede kurs. 1. august 1813 noteredes bankkursen til 375, således at 200 rbd. sølvværdi modsvaredes af 375 rbd. navneværdi. Først fra 1845 var Nationalbankens sedler indløselige med sølvmønt til pari-kurs. Fra 1854 fik rigsbankdaleren navn af rigsdaler rigsmønt.
Ved den skandinaviske møntreform i 1873 fastsattes rigsdalerens værdi til to kroner. Derfor omtales værdien "to kroner" stadigvæk som "en daler".